# Abdelaziz Tawfik
Abdelaziz Tawfik (tiếng Ả Rập: عبد العزيز توفيق) (sinh ngày 24 tháng 5 năm 1986) là một cầu thủ bóng đá người Ai Cập thi đấu cho Smouha Sporting Club ở vị trí tiền vệ cũng như Đội tuyển bóng đá quốc gia Ai Cập.
Tawfik thi đấu ở Giải vô địch bóng đá trẻ thế giới 2005 ở Hà Lan.
Anh là anh trai của cầu thủ bóng đá tại Giải bóng đá ngoại hạng Ai Cập Ahmed Tawfik của Zamalek và Akram Tawfik của Al Ahly.

## Sự nghiệp câu lạc bộ
Màn trình diễn tốt của Tawfik tại El Mansoura đã thuyết phục ENPPI đưa ra lời mời có sự phục vụ của anh, mặc dù không phải quá xuất sắc. Tiền vệ trẻ nhanh chóng hòa nhập cùng câu lạc bộ và kết quả là được triệu tập vào Đội tuyển bóng đá quốc gia Ai Cập. Màn trình diễn tốt của anh không được châu Âu để ý. Sau đó anh chuyển đến Al-Masry đầu mùa giải (2011–2012).